# کلاغ جنگلی خاوری
کلاغ جنگلی خاوری یا کلاغ جنگلی شرقی (نام علمی: Corvus levaillantii) پرنده‌ای از خانواده کلاغان است که در چین، بنگلادش، هند، میانمار، نپال، بوتان و تایلند یافت می‌شود.